# Socha svatého Jakuba (Stračov)
Vrcholně barokní pískovcová socha apoštola Jakuba Většího se nalézá u křižovatky silnic třetí třídy spojující vesnice Stračov, Pšánky a Stračovská Lhota v okrese Hradec Králové. Socha je od 18. 3. 1996 chráněna jako nemovitá kulturní památka ČR.

## Popis
Socha světce stojí na podstavci umístěném na dvojici pískovcových schodů. Podstavec se skládá z pěti částí - základní desky, svrchní parapetní desky, soklu, pilíře dole konvexně rozšířeného s nápisy vpředu i vzadu a tvarovaného mezičlánku mezi pilířem a samotnou sochou.
Samotná pískovcová socha svatého Jakuba Většího v životní velikosti je natočena tváří ke kostelu ve Stračově, který je též zasvěcen apoštolu Jakubu Většímu. 
Apoštol je zpodobněn jako prostovlasý poutník s kloboukem na zádech, oděný do těžkého roucha splývajícího až k zemi a vytvářejícího draperii. Světec má přes ramena přehozenou krátkou pelerínu zdobenou vroubkovanými mušlemi. V pravé ruce drží za horní okraj objemnou knihu, kterou má opřenou o mírně vysazený pravý bok. Levá ruka chybí (pravděpodobně v ní držel poutnickou hůl). Světec měl původně kolem hlavy svatozář, která však byla při restaurování odstraněna.
Nápisy v rámcích s vykrajovanými rohy na pilíři sochy pocházejí z doby obnovení pomníku v roce 1801.